# Turismo
Turismo és un curtmetratge català de 2008, dirigit per Mercè Sampietro i interpretat per Mònica López i Francesca Piñón. Està basat en l'obra de teatre homònima de Manuel Veiga, amb guió de Mercè Sampietro, i va suposar també el seu debut en la direcció. Es va rodar el maig de 2008 als Estudis Gala de Barcelona amb producció d'In Vitro Films.
Va estar a la secció oficial a la Seminci de Valladolid el 2008, al Festival de Cinema Solidari de Guadalajara el 2009 i a la Mostra Internacional de Films de Dones de Barcelona el 2009. El curt va guanyar el Premi Gaudí de 2009 al millor curtmetratge i el premi al millor curtmetratge al Festival de Màlaga el 2009, i li va valer a Francesca Piñón el 2009 el Premi a la millor actriu en el Festival de Cinema d'Islantilla i el Premi a la millor interpretació al Festival Internacional de Cinema Independent d'Elx.

## Argument
Dues dones es troben en un saló de te a la Xina, enmig de molt secretisme. Tot i que no s'havien vist mai abans estan unides per sempre per una circumstància molt especial i alhora separades pel gran abisme que es crea entre elles. La dona elegant i rica (Mònica López) ha citat la dona del pegat a l'ull (Francesca Piñón) allà i ha pagat el viatge d'ambdues, mentre que li ha dit al seu marit que és de viatge amb unes amigues al Marroc. Sent molt d'interès en conèixer la dona misteriosa i li expressa el seu profund agraïment per haver-la ajudat i haver-li retornat la vida; li confessa que se sent alleujada també pel fet de què és de pell clara i no és una immigrant ni és «morena». L'altra dona li explica que ho ha fet per necessitat, ja que no té què menjar, i que, de la mateixa manera que va vendre's una còrnia ha venut ara un ronyó. I aleshores l'acusa de fer «turisme» d'amagat per operar-se en un hospital xinès i de ser racista, al mateix temps que li informa que ella és gitana i li insinua que aquest ronyó que la dona rica porta ara dins seu està infectat.